# Ahmed Rachedi
Ahmed Rachedi è un comune dell'Algeria, situato nella provincia di Mila.